# دانيال فروست كومستوك
دانيال فروست كومستوك (بالإنجليزية: Daniel Frost Comstock)‏ (و. 1883 – 1970 م) هو فيزيائي، ومهندس من الولايات المتحدة الأمريكية . ولد في نيوبورت.
وكان عضواً في الأكاديمية الأمريكية للفنون والعلوم .
توفي في كونكورد ، عن عمر يناهز 87 عاماً.